# إثميا قلبية
إثميا قلبية (الاسم العلمي:Ethmia cordia) هي نوع من الحشرات تتبع جنس الإثميا من فصيلة الألاشستيات.